# Cieniawa
Cieniawa – wieś w Polsce położona w województwie małopolskim, w powiecie nowosądeckim, w gminie Grybów.
Wieś królewska starostwa sądeckiego w powiecie sądeckim województwa krakowskiego w końcu XVI wieku. W latach 1975–1998 miejscowość administracyjnie należała do województwa nowosądeckiego.

## Pochodzenie nazwy
Legenda głosi, że początki wsi sięgają panowania króla Kazimierza Wielkiego (1333–1370). Wędrując po górach, zmęczony długą drogą, król usiadł w cieniu drzew. Odpoczynek był tak przyjemny, że król nazwał to miejsce Cieniawa. Również w naukowych opracowaniach, np. Eugeniusza Pawłowskiego – wybitnego znawcy nazw miejscowych Sądecczyzny i Zdzisława Stiebera – pochodzenie nazwy Cieniawa wyprowadzane jest od ukształtowania terenu i szaty roślinnej. Może więc znaczyć tyle co cienista – prawdopodobnie w chwili zakładania Cieniawy było dużo drzew rzucających cień. Natomiast według Jana Długosza – pisze o tym w swojej Historii Polski – nazwa pochodzi od ściętego lasu. Na dowód Długosz przytacza nazwę śląskiej miejscowości Ścinawa – którą po polsku tłumaczy się właśnie Cieniawa.

## Części wsi
Integralne części wsi Cieniawa: Bania, Bąkowiec, Bielanka, Brzeski, Ćwierć, Dworskie, Działek, Góraki, Karczyska, Kućmy, Ligęzówka, Na Drodze, Na Garbach, Na Pólku, Obla, Podedworze, Pod Gościńcem, Podlesie, Podleszcze, Podpołudnie, Porębówka, Psiarki, Rzeki, Skowronki, Stolarzówka, Wierchowina, Zarębka, Ząbry.

## Historia
Nie wiadomo kiedy dokładnie została założona wieś. Istnieje kilka dokumentów lokacyjnych, które podają różne daty powstania Cieniawy – 1364, 1416 i 1464. Można przypuszczać, ze powstanie wsi nie było aktem jednorazowym, ale odbywało się stopniowo, aż do 1464 roku, kiedy to z całą pewnością Cieniawa już istniała jako samodzielna wieś. O prastarym pochodzeniu miejscowości może świadczyć również fakt, że domy są rozrzucone po dolinach i zboczach wzgórz, można więc przypuszczać, że wieś powstała w wyniku swobodnej, dzikiej kolonizacji. Ten „rozproszony” typ wsi jest charakterystyczny dla najstarszych miejscowości na Sądecczyźnie. Dziś Cieniawa składa się z kilkunastu osiedli – przysiółków, które tradycyjnie nazywane są w zależności od usytuowania w terenie, nazwiska rodziny bądź zawodu, jaki wykonują mieszkańcy przysiółka.
Historia Cieniawy od początku jest ściśle związana z sąsiednim Mystkowem, który przez ponad 500 lat był siedzibą parafii. Cieniawa usamodzielniła się jako parafia dopiero w latach 80. XX wieku. W 1980 roku Kuria Diecezjalna zaleciła odprawianie w każdą niedzielę jednej mszy świętej w Cieniawie. Uruchomiono pierwszą kaplicę – początkowo w salce katechetycznej w domu prywatnym, potem w wyremontowanym i dostosowanym do potrzeb dawnym Domu Nauczyciela. Pierwsza pasterka w kaplicy została odprawiona w Boże Narodzenie na przełomie lat 1980/1981. W 1981 roku po uzyskaniu zezwolenia od władz państwowych, wybudowana została nowa kaplica, a w 4 czerwca tego roku Kuria Diecezjalna wyznaczyła księdza Franciszka Olczaka na duszpasterza parafii.

## Zabytki
Obiekt wpisany do rejestru zabytków nieruchomych województwa małopolskiego.
- Kapliczka.

Ochotnicza straż pożarna działa od 1930 roku i posiada samochód Steyr.

## Ważne daty
- 1891 – założenie szkoły ludowej w Cieniawie;
- 1930 – powstaje pierwsza ochotnicza straż pożarna;
- 1960 – budowa domu kultury;
- 1963 – elektryfikacja wsi;
- 10.04.1981 – decyzja o budowie kościoła wydana przez wojewodę;
- 01.09.1981 – powstanie parafii;
- 27.05.1982 – rozpoczęcie prac przy budowie kościoła;
- 25.12.1982 – dolny kościół oddany do użytku;
- 27.10.1985 – poświęcenie kościoła przez ks. biskupa Jerzego Ablewicza (w tym czasie została wybudowana plebania i został urządzony cmentarz);
- 1989 – wybudowano dzwonnicę;
- 1995 – oddano do użytku nowo wybudowaną kaplicę cmentarną.